# Afrikaans kampioenschap voetbal vrouwen 2002
Het Afrikaans kampioenschap voetbal vrouwen 2002 (of CAF vrouwenkampioenschap) was de vijfde editie van dit voetbaltoernooi voor landenteams en voor de vierde keer tevens het kwalificatietoernooi voor het wereldkampioenschap voetbal vrouwen.
Viervoudig kampioen Nigeria trad voor de tweede keer op als gastland voor de eindronde van het toernooi. Tweeëntwintig landen hadden zich voor deelname ingeschreven. Drie landen trokken zich na de loting terug voor deelname. De kwalificatie werd gespeeld middels thuis- en uitwedstrijden, de eindronde met groepswedstrijden en de afsluitende knock-outfase.
Nigeria veroverde voor de vijfde keer de titel door Ghana in de finale met 2-0 te verslaan. Beide landen plaatsten zich met het bereiken van de finale ook voor de vierde editie van het WK.

## Deelname
| Angola            | Ethiopië           | Guinee-Bissau | Marokko              | Senegal   | Zimbabwe    |
| Botswana          | Gabon              | Ivoorkust     | Nigeria              | Swaziland | Zuid-Afrika |
| Congo-Brazzaville | Equatoriaal-Guinea | Kameroen      | Oeganda              | Tanzania  |             |
| Eritrea           | Ghana              | Mali          | Sao Tomé en Principe | Zambia    |             |

## Kwalificatie
t.z.t. = trok zich terug 
Nigeria (als gastland en titelhouder) was vrijgesteld van kwalificatie.

### Eerste ronde
| Datum | Team #1              | 1e  | 2e       | Team #2            | Datum |
| ----- | -------------------- | --- | -------- | ------------------ | ----- |
| 10/08 | Sao Tomé en Principe | 0-2 | 0-6      | Gabon              | 24/08 |
| 10/08 | Ivoorkust            | 3-3 | 1-1      | Mali               | 24/08 |
| 10/08 | Eritrea              | 2-3 | 2-2      | Tanzania           | 24/08 |
| 11/08 | Angola               | 3-0 | 3-1      | Equatoriaal-Guinea | 24/08 |
|       | Ethiopië             |     | t.z.t. > | Swaziland          |       |
|       | Senegal              |     | t.z.t. > | Guinee-Bissau      |       |
|       | Zambia               |     | t.z.t. > | Botswana           |       |

### Tweede ronde
| Datum | Team #1  | 1e  | 2e           | Team #2           | Datum |
| ----- | -------- | --- | ------------ | ----------------- | ----- |
| 22/09 | Angola   | 1-0 | 0-1 ns (5-4) | Congo-Brazzaville | 11/10 |
| 22/09 | Mali     | 0-0 | 0-0 ns (5-4) | Marokko           | 11/10 |
| 21/09 | Gabon    | 0-0 | 0-4          | Kameroen          | 12/10 |
| 21/09 | Zambia   | 1-4 | 0-4          | Zuid-Afrika       | 12/10 |
| 22/09 | Senegal  | 0-3 | 1-3          | Ghana             | 12/10 |
| 21/09 | Tanzania | 0-5 | 0-5          | Zimbabwe          | 13/10 |
| 22/09 | Ethiopië | 2-0 | 2-2          | Oeganda           | 13/10 |

## Eindronde

### Groepsfase

#### Groep A
| # | Land     | AW | W | G | V | PTN | V-T |
| - | -------- | -- | - | - | - | --- | --- |
| 1 | Ghana    | 3  | 3 | 0 | 0 | 9   | 6-0 |
| 2 | Nigeria  | 3  | 2 | 0 | 1 | 6   | 8-2 |
| 3 | Mali     | 3  | 0 | 1 | 2 | 1   | 3-9 |
| 4 | Ethiopië | 3  | 0 | 1 | 2 | 1   | 2-8 |

| Datum | Plaats | Team #1 | Uitslag | Team #2  |
| ----- | ------ | ------- | ------- | -------- |
| 07/12 | Warri  | Nigeria | 3-0     | Ethiopië |
| 07/12 | Warri  | Ghana   | 2-0     | Mali     |
| 10/12 | Warri  | Mali    | 2-2     | Ethiopië |
| 10/12 | Warri  | Ghana   | 1-0     | Nigeria  |
| 13/12 | Warri  | Nigeria | 5-1     | Mali     |
| 13/12 | Oghara | Ghana   | 3-0     | Ethiopië |

#### Groep B
| # | Land        | AW | W | G | V | PTN | V-T |
| - | ----------- | -- | - | - | - | --- | --- |
| 1 | Zuid-Afrika | 3  | 2 | 1 | 0 | 7   | 6-3 |
| 2 | Kameroen    | 3  | 1 | 1 | 1 | 4   | 2-2 |
| 3 | Angola      | 3  | 0 | 2 | 1 | 2   | 2-3 |
| 4 | Zimbabwe    | 3  | 0 | 2 | 1 | 2   | 2-4 |

| Datum | Plaats | Team #1     | Uitslag | Team #2  |
| ----- | ------ | ----------- | ------- | -------- |
| 08/12 | Oghara | Zuid-Afrika | 2-1     | Kameroen |
| 08/12 | Oghara | Angola      | 1-1     | Zimbabwe |
| 11/12 | Oghara | Kameroen    | 0-0     | Zimbabwe |
| 11/12 | Oghara | Zuid-Afrika | 1-1     | Angola   |
| 18/11 | Oghara | Kameroen    | 1-0     | Angola   |
| 18/11 | Warri  | Zuid-Afrika | 3-1     | Zimbabwe |

### Knock-outfase

#### Halve finale
| Datum | Plaats | Team #1 | Uitslag | Team #2     |
| ----- | ------ | ------- | ------- | ----------- |
| 17/12 | Warri  | Ghana   | 3-2 nv  | Kameroen    |
| 18/12 | Warri  | Nigeria | 5-0     | Zuid-Afrika |

#### Om derde plaats
| Datum | Plaats | Team #1  | Uitslag | Team #2     |
| ----- | ------ | -------- | ------- | ----------- |
| 20/12 | Warri  | Kameroen | 3-0     | Zuid-Afrika |

#### Finale
| Datum | Plaats | Winnaar | Uitslag | Finalist |
| ----- | ------ | ------- | ------- | -------- |
| 25/11 | Warri  | Nigeria | 2-0     | Ghana    |

## Kampioen
| Afrikaans kampioenschap vrouwenvoetbal 2002 |
| ------------------------------------------- |
| NIGERIA 5de titel                           |

1991 ·
1995 · 
1998 · 
2000 · 
2002 · 
2004 · 
2006 · 
2008 · 
2010 ·
2012 ·
2014 ·
2016 ·
2018 ·
2022